# Flugplatz Tungubakkar

i8
i11
i13
Der Flugplatz Tungubakkar (isländisch Tungubakkaflugvöllur, ICAO-Code: BIMS)  liegt im Hauptstadtgebiet von Island beim Ort und in der Gemeinde Mosfellsbær.
Der private Flugplatz wird vom Flugklúbbur Mosfellsbær unterhalten und steht nur den Mitgliedern und deren Gästen zur Verfügung.
Der Klub gründete sich am 29. Mai 1981 und begann danach, den Flugplatz am Südufer der Leirvogsá westlich der Ringstraße  zu bauen.
Es gibt eine Start- und Landebahn 07/25 mit Grasoberfläche und einer Länge von 540 m und einer Breite von 45 m.